# 2013年のWTAツアー
2013年のWTAツアーは2013年のWTAツアーの日程と決勝結果である。

## 日程
2013年WTAカレンダーより作成
| グランドスラム                        |
| WTAツアー選手権                       |
| プレミア・マンダトリー                |
| プレミア5                             |
| WTAトーナメント・オブ・チャンピオンズ |
| プレミア                              |
| インターナショナル                    |
| チームイベント                        |

| 日時            | 大会名 | 優勝者                                                | 準優勝者                                                       | 試合結果 （スコア）     |
| --------------- | --- | ----------------------------------------------------- | -------------------------------------------------------------- | ----------------------- |
| 12月31日        | ホップマンカップ パース 男女混合国別対抗戦 - ハード (室内) - 8チーム (RR)                                             | スペイン                                              | セルビア                                                       | 2-1                     |
| 12月31日        | ブリスベン国際 ブリスベン $1,000,000 - ハード - 32S/32Q/16D                                                           | セリーナ・ウィリアムズ                                | アナスタシア・パブリュチェンコワ                               | 6–2, 6–1                |
| 12月31日        | ブリスベン国際 ブリスベン $1,000,000 - ハード - 32S/32Q/16D                                                           | ベサニー・マテック＝サンズ サニア・ミルザ             | アンナ＝レナ・グローネフェルト クベタ・ペシュケ                | 4–6, 6–4, [10–7]        |
| 12月31日        | 深圳オープン 深圳 $500,000 - ハード - 32S/32Q/16D                                                                     | 李娜                                                  | クララ・ザコパロバ                                             | 6–3, 1–6, 7–5           |
| 12月31日        | 深圳オープン 深圳 $500,000 - ハード - 32S/32Q/16D                                                                     | 詹詠然 詹皓晴                                         | イリナ・ブリャコク バレリア・ソロビエワ                        | 6–0, 7–5                |
| 12月31日        | ASBクラシック オークランド $235,000 - ハード - 32S/32Q/16D                                                            | アグニエシュカ・ラドワンスカ                          | ヤニナ・ウィックマイヤー                                       | 6–4, 6–4                |
| 12月31日        | ASBクラシック オークランド $235,000 - ハード - 32S/32Q/16D                                                            | カーラ・ブラック アナスタシア・ロディオノワ           | ユリア・ゲルゲス ヤロスラワ・シュウェドワ                      | 2–6, 6–2, [10–5]        |
| 1月7日          | アピア国際 シドニー $690,000 - ハード - 30S/48Q/16D                                                                   | アグニエシュカ・ラドワンスカ                          | ドミニカ・チブルコバ                                           | 6–0, 6–0                |
| 1月7日          | アピア国際 シドニー $690,000 - ハード - 30S/48Q/16D                                                                   | ナディア・ペトロワ カタリナ・スレボトニク             | サラ・エラニ ロベルタ・ビンチ                                  | 6-3, 6-4                |
| 1月7日          | モーリラ・ホバート国際 ホバート $235,000 - ハード - 32S/32Q/16D                                                       | エレーナ・ベスニナ                                    | モナ・バルテル                                                 | 6-3, 6-4                |
| 1月7日          | モーリラ・ホバート国際 ホバート $235,000 - ハード - 32S/32Q/16D                                                       | ガルビネ・ムグルサ マリア・テレサ・テッロ・フロル     | ティメア・バボシュ マンディ・ミネラ                            | 6–3, 7–6(5)             |
| 1月14日 1月21日 | 全豪オープン メルボルン $12,122,762 - ハード 128S/96Q/64D/32X シングルス – ダブルス – 混合ダブルス                    | ビクトリア・アザレンカ                                | 李娜                                                           | 4-6, 6-4, 6-3           |
| 1月14日 1月21日 | 全豪オープン メルボルン $12,122,762 - ハード 128S/96Q/64D/32X シングルス – ダブルス – 混合ダブルス                    | サラ・エラニ ロベルタ・ビンチ                         | アシュリー・バーティ ケーシー・デラクア                        | 6-2, 3-6, 6-2           |
| 1月14日 1月21日 | 全豪オープン メルボルン $12,122,762 - ハード 128S/96Q/64D/32X シングルス – ダブルス – 混合ダブルス                    | ヤルミラ・ガイドソバ マシュー・エブデン               | ルーシー・ハラデツカ フランティシェク・チェルマク              | 6-3, 7-5                |
| 1月28日         | GDFスエズ・オープン パリ $690,000 - ハード (室内) - 30S/32Q/16D                                                       | モナ・バルテル                                        | サラ・エラニ                                                   | 7–5, 7–6(4)             |
| 1月28日         | GDFスエズ・オープン パリ $690,000 - ハード (室内) - 30S/32Q/16D                                                       | サラ・エラニ ロベルタ・ビンチ                         | アンドレア・フラバーチコバ リーゼル・フーバー                  | 6-1, 6-1                |
| 1月28日         | PTTパタヤ・オープン パタヤ $235,000 - ハード - 32S/16Q/16D                                                            | マリア・キリレンコ                                    | ザビーネ・リシキ                                               | 5–7, 6–1, 7–6(1)        |
| 1月28日         | PTTパタヤ・オープン パタヤ $235,000 - ハード - 32S/16Q/16D                                                            | クルム伊達公子 ケーシー・デラクア                     | アクグル・アマンムラドワ アレクサンドラ・パノワ                | 6–3, 6–2                |
| 2月4日          | フェドカップ1回戦 オストラヴァ - ハード (室内) リミニ - クレー (室内) モスクワ - ハード (室内) ニシュ - ハード (室内) | 勝利チーム · チェコ · イタリア · ロシア · スロバキア  | 敗退チーム · オーストラリア · アメリカ合衆国 · 日本 · セルビア | 4–0 3–2                 |
| 2月11日         | カタール・トータル・オープン ドーハ $2,369,000 - ハード - 56S/32Q/28D                                                 | ビクトリア・アザレンカ                                | セリーナ・ウィリアムズ                                         | 7–6(6), 2–6, 6–3        |
| 2月11日         | カタール・トータル・オープン ドーハ $2,369,000 - ハード - 56S/32Q/28D                                                 | サラ・エラニ ロベルタ・ビンチ                         | ナディア・ペトロワ カタリナ・スレボトニク                      | 2–6, 6–3, [10–6]        |
| 2月18日         | ドバイ・デューティ・フリー・テニス選手権 ドバイ $2,000,000 - ハード - 28S/32Q/16D                                     | ペトラ・クビトバ                                      | サラ・エラニ                                                   | 6–2, 1–6, 6–1           |
| 2月18日         | ドバイ・デューティ・フリー・テニス選手権 ドバイ $2,000,000 - ハード - 28S/32Q/16D                                     | ベサニー・マテック＝サンズ サニア・ミルザ             | ナディア・ペトロワ カタリナ・スレボトニク                      | 6–4, 2–6, [10–7]        |
| 2月18日         | クラロ・コルサニータス・カップ ボゴタ $235,000 - クレー - 32S/32Q/16D                                                 | エレナ・ヤンコビッチ                                  | パウラ・オルマエチェア                                         | 6–1, 6–2                |
| 2月18日         | クラロ・コルサニータス・カップ ボゴタ $235,000 - クレー - 32S/32Q/16D                                                 | ティメア・バボシュ マンディ・ミネラ                   | エバ・ブリネロバ アレクサンドラ・パノワ                        | 6–4, 6–3                |
| 2月18日         | 全米国際インドアテニス選手権 メンフィス $235,000 - ハード (室内) - 32S/16Q/16D                                        | マリーナ・エラコビッチ                                | ザビーネ・リシキ                                               | 6–1, 途中棄権           |
| 2月18日         | 全米国際インドアテニス選手権 メンフィス $235,000 - ハード (室内) - 32S/16Q/16D                                        | クリスティナ・ムラデノビッチ ガリナ・ボスコボワ       | ソフィア・アルビドソン ヨハンナ・ラーション                    | 7–6(5), 6–3             |
| 2月25日         | アビエルト・メキシコ・テルセル アカプルコ $235,000 - クレー - 32S/32Q/16D                                             | サラ・エラニ                                          | カルラ・スアレス・ナバロ                                       | 6–0, 6–4                |
| 2月25日         | アビエルト・メキシコ・テルセル アカプルコ $235,000 - クレー - 32S/32Q/16D                                             | ルルド・ドミンゲス・リノ アランチャ・パラ・サントンハ | カタリナ・カスタノ マリアナ・ドゥケ・マリノ                    | 6–4, 7–6(1)             |
| 2月25日         | BMWマレーシア・オープン クアラルンプール $235,000 - ハード - 32S/24Q/16D                                              | カロリナ・プリスコバ                                  | ベサニー・マテック＝サンズ                                     | 1–6, 7–5, 6–3           |
| 2月25日         | BMWマレーシア・オープン クアラルンプール $235,000 - ハード - 32S/24Q/16D                                              | 青山修子 張凱貞                                       | ヤネッテ・フサロバ 張帥                                        | 6–7(4), 7–6(4), [14–12] |
| 2月25日         | ブラジル・テニス・カップ フロリアノーポリス $235,000 - ハード - 32S/24Q/16D                                           | モニカ・ニクレスク                                    | オリガ・プチコワ                                               | 6-2, 4-6, 6-4           |
| 2月25日         | ブラジル・テニス・カップ フロリアノーポリス $235,000 - ハード - 32S/24Q/16D                                           | アナベル・メディナ・ガリゲス ヤロスラワ・シュウェドワ | アン・キオザボング バレリア・サビニフ                          | 6-0, 6-4                |
| 3月4日 3月11日  | BNPパリバ・オープン インディアンウェルズ $5,185,625 - ハード - 96S/48Q/32D                                            | マリア・シャラポワ                                    | キャロライン・ウォズニアッキ                                   | 6-2, 6-2                |
| 3月4日 3月11日  | BNPパリバ・オープン インディアンウェルズ $5,185,625 - ハード - 96S/48Q/32D                                            | エカテリーナ・マカロワ エレーナ・ベスニナ             | ナディア・ペトロワ カタリナ・スレボトニク                      | 6–0, 5–7, [10–6]        |
| 3月18日 3月25日 | ソニー・オープン・テニス マイアミ $5,185,625 - ハード - 96S/48Q/32D                                                   | セリーナ・ウィリアムズ                                | マリア・シャラポワ                                             | 4-6, 6-3, 6-0           |
| 3月18日 3月25日 | ソニー・オープン・テニス マイアミ $5,185,625 - ハード - 96S/48Q/32D                                                   | ナディア・ペトロワ カタリナ・スレボトニク             | リサ・レイモンド ローラ・ロブソン                              | 6-1, 7-6(2)             |
| 4月1日          | ファミリー・サークル・カップ チャールストン $795,707 - クレー - 56S/48Q/16D                                           | セリーナ・ウィリアムズ                                | エレナ・ヤンコビッチ                                           | 3–6, 6–0, 6–2           |
| 4月1日          | ファミリー・サークル・カップ チャールストン $795,707 - クレー - 56S/48Q/16D                                           | クリスティナ・ムラデノビッチ ルーシー・サファロバ     | アンドレア・フラバーチコバ リーゼル・フーバー                  | 6–3, 7–6(6)             |
| 4月1日          | モンテレイ・オープン モンテレイ $235,000 - ハード - 32S/32Q/16D                                                       | アナスタシア・パブリュチェンコワ                      | アンゲリク・ケルバー                                           | 4–6, 6–2, 6–4           |
| 4月1日          | モンテレイ・オープン モンテレイ $235,000 - ハード - 32S/32Q/16D                                                       | クルム伊達公子 ティメア・バボシュ                     | エバ・ビルネロバ タマリネ・タナスガーン                        | 6–1, 6–4                |
| 4月8日          | カトヴィツェ・オープン カトヴィツェ $235,000 - クレー - 32S/32Q/16D                                                   | ロベルタ・ビンチ                                      | ペトラ・クビトバ                                               | 7–6(2), 6–1             |
| 4月8日          | カトヴィツェ・オープン カトヴィツェ $235,000 - クレー - 32S/32Q/16D                                                   | ララ・アルアバレナ ルルド・ドミンゲス・リノ           | ラルカ・オラル バレリア・ソロビエワ                            | 6–4, 7–5                |
| 4月15日         | フェドカップ準決勝 パレルモ - クレー モスクワ - ハード (室内)                                                         | 勝利チーム · イタリア · ロシア                        | 敗退チーム · チェコ · スロバキア                               | 3–1 3–2                 |
| 4月22日         | ポルシェ・テニス・グランプリ シュトゥットガルト $795,707 - クレー - 28S/32Q/16D                                       | マリア・シャラポワ                                    | 李娜                                                           | 6–4, 6–3                |
| 4月22日         | ポルシェ・テニス・グランプリ シュトゥットガルト $795,707 - クレー - 28S/32Q/16D                                       | モナ・バルテル ザビーネ・リシキ                       | ベサニー・マテック＝サンズ サニア・ミルザ                      | 6–4, 7–5                |
| 4月22日         | SARラ・プリンセス・ラーラ・メリヤム・グランプリ マラケシュ $235,000 - クレー - 32S/32Q/16D                            | フランチェスカ・スキアボーネ                          | ルルド・ドミンゲス・リノ                                       | 6–1, 6–3                |
| 4月22日         | SARラ・プリンセス・ラーラ・メリヤム・グランプリ マラケシュ $235,000 - クレー - 32S/32Q/16D                            | ティメア・バボシュ マンディ・ミネラ                   | ペトラ・マルティッチ クリスティナ・ムラデノビッチ              | 6–3, 6–1                |
| 4月29日         | ポルトガル・オープン オエイラス $235,000 - クレー - 32S/32Q/16D                                                       | アナスタシア・パブリュチェンコワ                      | カルラ・スアレス・ナバロ                                       | 7–5, 6–2                |
| 4月29日         | ポルトガル・オープン オエイラス $235,000 - クレー - 32S/32Q/16D                                                       | 詹皓晴 クリスティナ・ムラデノビッチ                   | ダリヤ・ユラク カタリン・マロシ                                | 7–6(3), 6–2             |
| 5月6日          | ムチュア・マドリード・オープン マドリード €4,033,254 - クレー - 64S/32Q/28D                                           | セリーナ・ウィリアムズ                                | マリア・シャラポワ                                             | 6–1, 6–4                |
| 5月6日          | ムチュア・マドリード・オープン マドリード €4,033,254 - クレー - 64S/32Q/28D                                           | アナスタシア・パブリュチェンコワ ルーシー・サファロバ | カーラ・ブラック マリーナ・エラコビッチ                        | 6–2, 6–4                |
| 5月13日         | BNLイタリア国際 ローマ $2,369,000 - クレー - 56S/32Q/28D                                                              | セリーナ・ウィリアムズ                                | ビクトリア・アザレンカ                                         | 6-1, 6-3                |
| 5月13日         | BNLイタリア国際 ローマ $2,369,000 - クレー - 56S/32Q/28D                                                              | 謝淑薇 彭帥                                           | サラ・エラニ ロベルタ・ビンチ                                  | 4–6, 6–3, [10–8]        |
| 5月20日         | ブリュッセル・オープン ブリュッセル $690,000 - クレー - 30S/32Q/16D                                                   | カイア・カネピ                                        | 彭帥                                                           | 6–2, 7–5                |
| 5月20日         | ブリュッセル・オープン ブリュッセル $690,000 - クレー - 30S/32Q/16D                                                   | アンナ＝レナ・グローネフェルト クベタ・ペシュケ       | ガブリエラ・ダブロウスキー シャハー・ピアー                    | 6–0, 6–3                |
| 5月20日         | ストラスブール国際 ストラスブール $235,000 - クレー - 32S/32Q/16D                                                     | アリーゼ・コルネ                                      | ルーシー・ハラデツカ                                           | 7–6(4), 6–0             |
| 5月20日         | ストラスブール国際 ストラスブール $235,000 - クレー - 32S/32Q/16D                                                     | クルム伊達公子 シャネル・シェパーズ                   | マリーナ・エラコビッチ カーラ・ブラック                        | 6–4, 3–6, [14–12]       |
| 5月27日 6月3日  | 全仏オープン パリ $12,957,474 - クレー 128S/96Q/64D/32X シングルス – ダブルス – 混合ダブルス                          | セリーナ・ウィリアムズ                                | マリア・シャラポワ                                             | 6–4, 6–4                |
| 5月27日 6月3日  | 全仏オープン パリ $12,957,474 - クレー 128S/96Q/64D/32X シングルス – ダブルス – 混合ダブルス                          | エカテリーナ・マカロワ エレーナ・ベスニナ             | サラ・エラニ ロベルタ・ビンチ                                  | 7-5, 6-2                |
| 5月27日 6月3日  | 全仏オープン パリ $12,957,474 - クレー 128S/96Q/64D/32X シングルス – ダブルス – 混合ダブルス                          | ルーシー・ハラデツカ フランティシェク・チェルマク     | クリスティナ・ムラデノビッチ ダニエル・ネスター                | 1–6, 6–4, [10–6]        |
| 6月10日         | エイゴン・クラシック バーミンガム $235,000 - 芝 - 56S/32Q/16D                                                         | ダニエラ・ハンチュコバ                                | ドナ・ベキッチ                                                 | 7–6(5), 6–4             |
| 6月10日         | エイゴン・クラシック バーミンガム $235,000 - 芝 - 56S/32Q/16D                                                         | アシュリー・バーティ ケーシー・デラクア               | カーラ・ブラック マリーナ・エラコビッチ                        | 7-5, 6-4                |
| 6月10日         | ニュルンベルク・カップ ニュルンベルク $235,000 - クレー - 32S/16Q/16D                                                 | シモナ・ハレプ                                        | アンドレア・ペトコビッチ                                       | 6–3, 6–3                |
| 6月10日         | ニュルンベルク・カップ ニュルンベルク $235,000 - クレー - 32S/16Q/16D                                                 | ラルカ・オラル バレリア・ソロビエワ                   | アンナ＝レナ・グローネフェルト クベタ・ペシュケ                | 2–6, 7–6(3), [11–9]     |
| 6月17日         | エイゴン国際 イーストボーン $690,000 - 芝 - 32S/32Q/16D                                                               | エレーナ・ベスニナ                                    | ジェイミー・ハンプトン                                         | 6–2, 6–1                |
| 6月17日         | エイゴン国際 イーストボーン $690,000 - 芝 - 32S/32Q/16D                                                               | ナディア・ペトロワ カタリナ・スレボトニク             | モニカ・ニクレスク クララ・ザコパロバ                          | 6-3, 6-3                |
| 6月17日         | トップシェルフ・オープン スヘルトーヘンボス $235,000 - 芝 - 32S/16Q/16D                                               | シモナ・ハレプ                                        | キルステン・フリプケンス                                       | 6–4, 6–2                |
| 6月17日         | トップシェルフ・オープン スヘルトーヘンボス $235,000 - 芝 - 32S/16Q/16D                                               | イリーナ＝カメリア・ベグ アナベル・メディナ・ガリゲス | ドミニカ・チブルコバ アランチャ・パラ・サントンハ              | 4–6, 7–6(3), [11–9]     |
| 6月24日 7月1日  | ウィンブルドン ロンドン $16,775,934 - 芝 128S/96Q/64D/16Q/48X シングルス – ダブルス – 混合ダブルス                    | マリオン・バルトリ                                    | ザビーネ・リシキ                                               | 6–1, 6–4                |
| 6月24日 7月1日  | ウィンブルドン ロンドン $16,775,934 - 芝 128S/96Q/64D/16Q/48X シングルス – ダブルス – 混合ダブルス                    | 謝淑薇 彭帥                                           | アシュリー・バーティ ケーシー・デラクア                        | 7–6(1), 6–1             |
| 6月24日 7月1日  | ウィンブルドン ロンドン $16,775,934 - 芝 128S/96Q/64D/16Q/48X シングルス – ダブルス – 混合ダブルス                    | クリスティナ・ムラデノビッチ ダニエル・ネスター       | リサ・レイモンド ブルーノ・ソアレス                            | 5–7, 6–2, 8–6           |
| 7月8日          | ハンガリー・グランプリ ブダペスト $235,000 - クレー - 32S/32Q/16D                                                     | シモナ・ハレプ                                        | イボンヌ・モイスブルガー                                       | 6–3, 6–7(7), 6–1        |
| 7月8日          | ハンガリー・グランプリ ブダペスト $235,000 - クレー - 32S/32Q/16D                                                     | アンドレア・フラバーチコバ ルーシー・ハラデツカ       | ニーナ・ブラチコワ アンナ・タチシビリ                          | 6–4, 6–1                |
| 7月8日          | パレルモ国際 パレルモ $235,000 - クレー - 32S/32Q/16D                                                                 | ロベルタ・ビンチ                                      | サラ・エラニ                                                   | 6–3, 3–6, 6–3           |
| 7月8日          | パレルモ国際 パレルモ $235,000 - クレー - 32S/32Q/16D                                                                 | クリスティナ・ムラデノビッチ カタジナ・ピーター       | カロリナ・プリスコバ クリスティナ・プリスコバ                  | 6–1, 5–7, [10–8]        |
| 7月15日         | ガシュタイン・レディース バートガシュタイン $235,000 - クレー - 32S/16Q/16D                                           | イボンヌ・モイスブルガー                              | アンドレア・フラバーチコバ                                     | 7–5, 6–2                |
| 7月15日         | ガシュタイン・レディース バートガシュタイン $235,000 - クレー - 32S/16Q/16D                                           | サンドラ・クレメンシッツ アンドレヤ・クレパーチ       | クリスティナ・バロイス エレニ・ダニリドゥ                      | 6–1, 6–4                |
| 7月15日         | スウェーデン・オープン ボースタード $235,000 - クレー - 32S/32Q/16D                                                   | セリーナ・ウィリアムズ                                | ヨハンナ・ラーション                                           | 6–4, 6–1                |
| 7月15日         | スウェーデン・オープン ボースタード $235,000 - クレー - 32S/32Q/16D                                                   | アナベル・メディナ・ガリゲス クララ・ザコパロバ       | アレクサンドラ・ドゥルゲル フラビア・ペンネッタ                | 6–1, 6–4                |
| 7月22日         | バンク・オブ・ウエスト・クラシック スタンフォード $795,707 - ハード - 28S/32Q/16D                                     | ドミニカ・チブルコバ                                  | アグニエシュカ・ラドワンスカ                                   | 3–6, 6–4, 6–4           |
| 7月22日         | バンク・オブ・ウエスト・クラシック スタンフォード $795,707 - ハード - 28S/32Q/16D                                     | ラケル・コップス＝ジョーンズ アビゲイル・スピアーズ   | ユリア・ゲルゲス ダリヤ・ユラク                                | 6–2, 7–6(4)             |
| 7月22日         | バクー・カップ バクー $235,000 - ハード - 32S/24Q/16D                                                                 | エリナ・スビトリナ                                    | シャハー・ピアー                                               | 6–4, 6–4                |
| 7月22日         | バクー・カップ バクー $235,000 - ハード - 32S/24Q/16D                                                                 | イリナ・ブリャコク オクサナ・カラシュニコワ           | アレクサンドラ・クルニッチ エレニ・ダニリドゥ                  | 4–6, 7–6(3), [10–4]     |
| 7月29日         | 南カリフォルニア・オープン カールスバッド $795,707 - ハード - 28S/32Q/16D                                             | サマンサ・ストーサー                                  | ビクトリア・アザレンカ                                         | 6–2, 6-3                |
| 7月29日         | 南カリフォルニア・オープン カールスバッド $795,707 - ハード - 28S/32Q/16D                                             | ラケル・コップス＝ジョーンズ アビゲイル・スピアーズ   | 詹皓晴 ヤネッテ・フサロバ                                      | 6–4, 6–1                |
| 7月29日         | シティ・オープン ワシントンD.C. $235,000 - ハード - 32S/32Q/16D                                                       | マグダレナ・リバリコバ                                | アンドレア・ペトコビッチ                                       | 6–4, 7–6(2)             |
| 7月29日         | シティ・オープン ワシントンD.C. $235,000 - ハード - 32S/32Q/16D                                                       | 青山修子 ベラ・ドゥシェビナ                           | ウージニー・ブシャール テイラー・タウンゼント                  | 6–3, 6–3                |
| 8月5日          | ロジャーズ・カップ トロント $2,369,000 - ハード - 56S/48Q/28D                                                         | セリーナ・ウィリアムズ                                | ソラナ・チルステア                                             | 6–2, 6–0                |
| 8月5日          | ロジャーズ・カップ トロント $2,369,000 - ハード - 56S/48Q/28D                                                         | エレナ・ヤンコビッチ カタリナ・スレボトニク           | アンナ＝レナ・グローネフェルト クベタ・ペシュケ                | 5–7, 6–2, [10–6]        |
| 8月12日         | WSファイナンシャル・グループ女子オープン シンシナティ $2,369,000 - ハード - 56S/48Q/28D                               | ビクトリア・アザレンカ                                | セリーナ・ウィリアムズ                                         | 2–6, 6–2, 7–6(6)        |
| 8月12日         | WSファイナンシャル・グループ女子オープン シンシナティ $2,369,000 - ハード - 56S/48Q/28D                               | 謝淑薇 彭帥                                           | アンナ＝レナ・グローネフェルト クベタ・ペシュケ                | 2–6, 6–3, [12–10]       |
| 8月19日         | ニューヘイブン・オープン ニューヘイブン $750,000 - ハード - 30S/32Q/16D                                               | シモナ・ハレプ                                        | ペトラ・クビトバ                                               | 6–2, 6–2                |
| 8月19日         | ニューヘイブン・オープン ニューヘイブン $750,000 - ハード - 30S/32Q/16D                                               | サニア・ミルザ 鄭潔                                   | アナベル・メディナ・ガリゲス カタリナ・スレボトニク            | 6–3, 6–4                |
| 8月26日 9月2日  | 全米オープン ニューヨーク $16,102,000 - ハード 128S/128Q/64D/32X シングルス – ダブルス – 混合ダブルス                 | セリーナ・ウィリアムズ                                | ビクトリア・アザレンカ                                         | 7–5, 6–7(5), 6–1        |
| 8月26日 9月2日  | 全米オープン ニューヨーク $16,102,000 - ハード 128S/128Q/64D/32X シングルス – ダブルス – 混合ダブルス                 | アンドレア・フラバーチコバ ルーシー・ハラデツカ       | アシュリー・バーティ ケーシー・デラクア                        | 6–7(4), 6–1, 6–4        |
| 8月26日 9月2日  | 全米オープン ニューヨーク $16,102,000 - ハード 128S/128Q/64D/32X シングルス – ダブルス – 混合ダブルス                 | アンドレア・フラバーチコバ マックス・ミルヌイ         | アビゲイル・スピアーズ サンティアゴ・ゴンサレス                | 7–6(5), 6–3             |
| 9月9日          | タシケント・オープン タシケント $235,000 - ハード - 32S/24Q/16D                                                       | ボヤナ・ヨバノフスキ                                  | オリガ・ゴボツォワ                                             | 4–6, 7–5, 7–6(3)        |
| 9月9日          | タシケント・オープン タシケント $235,000 - ハード - 32S/24Q/16D                                                       | ティメア・バボシュ ヤロスラワ・シュウェドワ           | オリガ・ゴボツォワ マンディ・ミネラ                            | 6–3, 6–3                |
| 9月9日          | ベル・チャレンジ ケベック・シティー $235,000 - ハード (室内) - 32S/32Q/16D                                            | ルーシー・サファロバ                                  | マリナ・エラコビッチ                                           | 6–4, 6–3                |
| 9月9日          | ベル・チャレンジ ケベック・シティー $235,000 - ハード (室内) - 32S/32Q/16D                                            | アーラ・クドゥリャフツェワ アナスタシア・ロディオノワ | アンドレア・フラバーチコバ ルーシー・ハラデツカ                | 6–4, 6–3                |
| 9月16日         | KDB韓国オープン ソウル $500,000 - ハード - 32S/32Q/16D                                                                | アグニエシュカ・ラドワンスカ                          | アナスタシア・パブリュチェンコワ                               | 6-7(8), 6-3, 6-4        |
| 9月16日         | KDB韓国オープン ソウル $500,000 - ハード - 32S/32Q/16D                                                                | 詹謹瑋 徐一幡                                         | ラケル・コップス＝ジョーンズ アビゲイル・スピアーズ            | 7–5, 6–3                |
| 9月16日         | 広州国際女子オープン 広州 $500,000 - ハード - 32S/24Q/16D                                                             | 張帥                                                  | バニア・キング                                                 | 7-6(1), 6-1             |
| 9月16日         | 広州国際女子オープン 広州 $500,000 - ハード - 32S/24Q/16D                                                             | 謝淑薇 彭帥                                           | バニア・キング ガリナ・ボスコボワ                              | 6-3, 4-6, [12-10]       |
| 9月23日         | 東レ・パンパシフィック・オープン 東京 $2,369,000 - ハード - 56S/32Q/16D                                               | ペトラ・クビトバ                                      | アンゲリク・ケルバー                                           | 6-2, 0-6, 6-3           |
| 9月23日         | 東レ・パンパシフィック・オープン 東京 $2,369,000 - ハード - 56S/32Q/16D                                               | カーラ・ブラック サニア・ミルザ                       | 詹皓晴 リーゼル・フーバー                                      | 4-6, 6-0, [11-9]        |
| 9月30日         | チャイナ・オープン 北京 $5,185,625 - ハード - 60S/32Q/28D                                                             | セリーナ・ウィリアムズ                                | エレナ・ヤンコビッチ                                           | 6–2, 6–2                |
| 9月30日         | チャイナ・オープン 北京 $5,185,625 - ハード - 60S/32Q/28D                                                             | カーラ・ブラック サニア・ミルザ                       | ベラ・ドゥシェビナ アランチャ・パラ・サントンハ                | 6–2, 6–2                |
| 10月7日         | ジェネラーリ・レディース・リンツ リンツ $235,000 - ハード (室内) - 32S/32Q/16D                                        | アンゲリク・ケルバー                                  | アナ・イバノビッチ                                             | 6–4, 7–6(6)             |
| 10月7日         | ジェネラーリ・レディース・リンツ リンツ $235,000 - ハード (室内) - 32S/32Q/16D                                        | カロリナ・プリスコバ クリスティナ・プリスコバ         | ガブリエラ・ダブロウスキー アリシア・ロソルスカ                | 7–6(6), 6–4             |
| 10月7日         | HPオープン 大阪 $235,000 - ハード - 32S/32Q/16D                                                                       | サマンサ・ストーサー                                  | ウージニー・ブシャール                                         | 3-6, 7-5, 6-2           |
| 10月7日         | HPオープン 大阪 $235,000 - ハード - 32S/32Q/16D                                                                       | クリスティナ・ムラデノビッチ フラビア・ペンネッタ     | サマンサ・ストーサー 張帥                                      | 6-4, 6-3                |
| 10月14日        | クレムリン・カップ モスクワ $795,707 - ハード (室内) - 28S/32Q/16D                                                    | シモナ・ハレプ                                        | サマンサ・ストーサー                                           | 7–6(1), 6–2             |
| 10月14日        | クレムリン・カップ モスクワ $795,707 - ハード (室内) - 28S/32Q/16D                                                    | スベトラーナ・クズネツォワ サマンサ・ストーサー       | アーラ・クドゥリャフツェワ アナスタシア・ロディオノワ          | 6–1, 1–6, [10–8]        |
| 10月14日        | BGLルクセンブルク・オープン ルクセンブルク市 $235,000 - ハード (室内) - 32S/32Q/16D                                   | キャロライン・ウォズニアッキ                          | アニカ・ベック                                                 | 6–2, 6–2                |
| 10月14日        | BGLルクセンブルク・オープン ルクセンブルク市 $235,000 - ハード (室内) - 32S/32Q/16D                                   | シュテファニー・フォクト ヤニナ・ウィックマイヤー     | クリスティナ・バロイス ローラ・ソープ                          | 7–6(2), 6–4             |
| 10月21日        | TEB・BNPパリバ・WTAチャンピオンシップ イスタンブール $6,000,000 - ハード (室内) - 8S (RR)/4D                          | セリーナ・ウィリアムズ                                | 李娜                                                           | 2–6, 6–3, 6–0           |
| 10月21日        | TEB・BNPパリバ・WTAチャンピオンシップ イスタンブール $6,000,000 - ハード (室内) - 8S (RR)/4D                          | 謝淑薇 彭帥                                           | エカテリーナ・マカロワ エレーナ・ベスニナ                      | 6-4, 7-5                |
| 10月28日        | トーナメント・オブ・チャンピオンズ ソフィア $750,000 - ハード (室内) - 8S                                             | シモナ・ハレプ                                        | サマンサ・ストーサー                                           | 2–6, 6–2, 6–2           |
| 10月28日        | フェドカップ決勝 カリャリ - クレー                                                                                    | イタリア                                              | ロシア                                                         | 4-0                     |

## 2013年最終ランキング
| 順位 | 選手                         | ポイント | 出場数 |
| ---- | ---------------------------- | -------- | ------ |
| 1    | セリーナ・ウィリアムズ       | 13260    | 17     |
| 2    | ビクトリア・アザレンカ       | 8046     | 16     |
| 3    | 李娜                         | 6045     | 18     |
| 4    | マリア・シャラポワ           | 5891     | 15     |
| 5    | アグニエシュカ・ラドワンスカ | 5875     | 21     |
| 6    | ペトラ・クビトバ             | 4775     | 23     |
| 7    | サラ・エラニ                 | 4435     | 22     |
| 8    | エレナ・ヤンコビッチ         | 4170     | 20     |
| 9    | アンゲリク・ケルバー         | 3965     | 23     |
| 10   | キャロライン・ウォズニアッキ | 3520     | 23     |

| 順位 | 選手                   | ポイント | 出場数 |
| ---- | ---------------------- | -------- | ------ |
| 1    | ロベルタ・ビンチ       | 8080     | 15     |
| 1    | サラ・エラニ           | 8080     | 15     |
| 3    | 謝淑薇                 | 7815     | 23     |
| 4    | 彭帥                   | 7815     | 15     |
| 5    | エレーナ・ベスニナ     | 7220     | 14     |
| 6    | カタリナ・スレボトニク | 7145     | 22     |
| 7    | エカテリーナ・マカロワ | 7021     | 12     |
| 8    | ナディア・ペトロワ     | 6565     | 15     |
| 9    | サニア・ミルザ         | 5565     | 21     |
| 10   | ケーシー・デラクア     | 5356     | 11     |

## 主な引退選手
- エレナ・バルタチャ
- マリオン・バルトリ
- アンナ・チャクベタゼ
- ジル・クレイバス
- ヌリア・リャゴステラ・ビベス
- アグネシュ・サバイ
- 高雄恵利加